# NGC 5557
NGC 5557 is een elliptisch sterrenstelsel in het sterrenbeeld Ossenhoeder. Het hemelobject werd op 1 mei 1785 ontdekt door de Duits-Britse astronoom William Herschel.

## Synoniemen
- UGC 9161
- MCG 6-31-93
- ZWG 191.74
- PGC 51104